# Magyardombegyház
Magyardombegyház je vas na Madžarskem, ki upravno spada pod podregijo Mezőkovácsházi Županije Békés.